# Inna Deriglazova
Inna Vasilyevna Deriglazova (Russe : Инна Васильевна Дериглазова), née le 10 mars 1990 à Kourtchatov, est une escrimeuse russe pratiquant le fleuret.
Championne olympique en 2016 et en par équipes en aux Jeux olympiques de 2020, elle a aussi remporté les championnats du monde et d'Europe en individuel et par équipes.

## Carrière
Inna Deriglazova commence l'escrime à l'âge de huit ans. Grâce à son potentiel, détecté très vite, elle commence un entraînement plus poussé dès l'âge de dix ans. Fréquemment opposée à des adversaires plus âgés, elle progresse rapidement et, sans surprise, brille dans les catégories de jeunes. Médaillée de bronze aux championnats du monde cadets, à Taebaek en 2006, elle remporte les championnats du monde juniors 2008, à Acireale. Peu de temps après ce premier titre mondial, elle se marie et donne naissance à sa fille Diana. Elle est de retour à l'entraînement seulement une semaine après l'accouchement, médaillée d'argent aux championnats de Russie deux mois après, et récupère le titre mondial junior, l'année suivante, à Bakou (2010), pour sa dernière année dans la catégorie.

## Palmarès
- Jeux olympiques
  -  Médaille d'or par équipes aux Jeux olympiques d'été de 2020 à Tokyo
  -  Médaille d'argent aux Jeux olympiques d'été de 2020 à Tokyo
  -  Médaille d'or aux Jeux olympiques de 2016 à Rio de Janeiro
  -  Médaille d'argent par équipes aux Jeux olympiques de 2012 à Londres

- Championnats du monde d'escrime
  -  Médaille d'or aux championnats du monde d'escrime 2019 à Budapest
  -  Médaille d'or aux championnats du monde d'escrime 2017 à Leipzig
  -  Médaille d'or par équipes aux championnats du monde d'escrime 2016 à Rio de Janeiro
  -  Médaille d'or aux championnats du monde d'escrime 2015 à Moscou
  -  Médaille d'or par équipes aux championnats du monde d'escrime 2011 à Catane
  -  Médaille d'argent par équipes aux championnats du monde d'escrime 2015 à Moscou
  -  Médaille d'argent par équipes aux championnats du monde d'escrime 2014 à Kazan
  -  Médaille de bronze aux championnats du monde d'escrime 2013 à Budapest
  -  Médaille de bronze par équipes aux championnats du monde d'escrime 2013 à Budapest

- Championnats d'Europe d'escrime
  -  Médaille d'or aux championnats d'Europe d'escrime 2012 à Legnano
  -  Médaille d'or par équipes aux championnats d'Europe d'escrime 2016 à Toruń
  -  Médaille d'argent aux championnats d'Europe d'escrime 2017 à Tbilissi
  -  Médaille d'argent par équipes aux championnats d'Europe d'escrime 2017 à Tbilissi
  -  Médaille d'argent par équipes aux championnats d'Europe d'escrime 2015 à Montreux
  -  Médaille d'argent par équipes aux championnats d'Europe d'escrime 2014 à Strasbourg
  -  Médaille d'argent par équipes aux championnats d'Europe d'escrime 2011 à Sheffield
  -  Médaille de bronze par équipes aux championnats d'Europe d'escrime 2012 à Legnano
  -  Médaille de bronze aux championnats d'Europe d'escrime 2010 à Leipzig
  -  Médaille de bronze par équipes aux championnats d'Europe d'escrime 2010 à Leipzig

- Coupe du monde d'escrime
  -  Médaille d'argent au tournoi d'escrime de Marseille 2014

## Classement en fin de saison
| Année | 2006 | 2008 | 2010 | 2011 | 2012 | 2013 | 2014 | 2015 | 2016 | 2017 | 2018 | 2019 |
| ----- | ---- | ---- | ---- | ---- | ---- | ---- | ---- | ---- | ---- | ---- | ---- | ---- |
| Rang  | 230  | 190  | 13   | 10   | 12   | 2    | 6    | 3    | 2    | 1    | 1    | 1    |